# Paolo Giovanni Crida

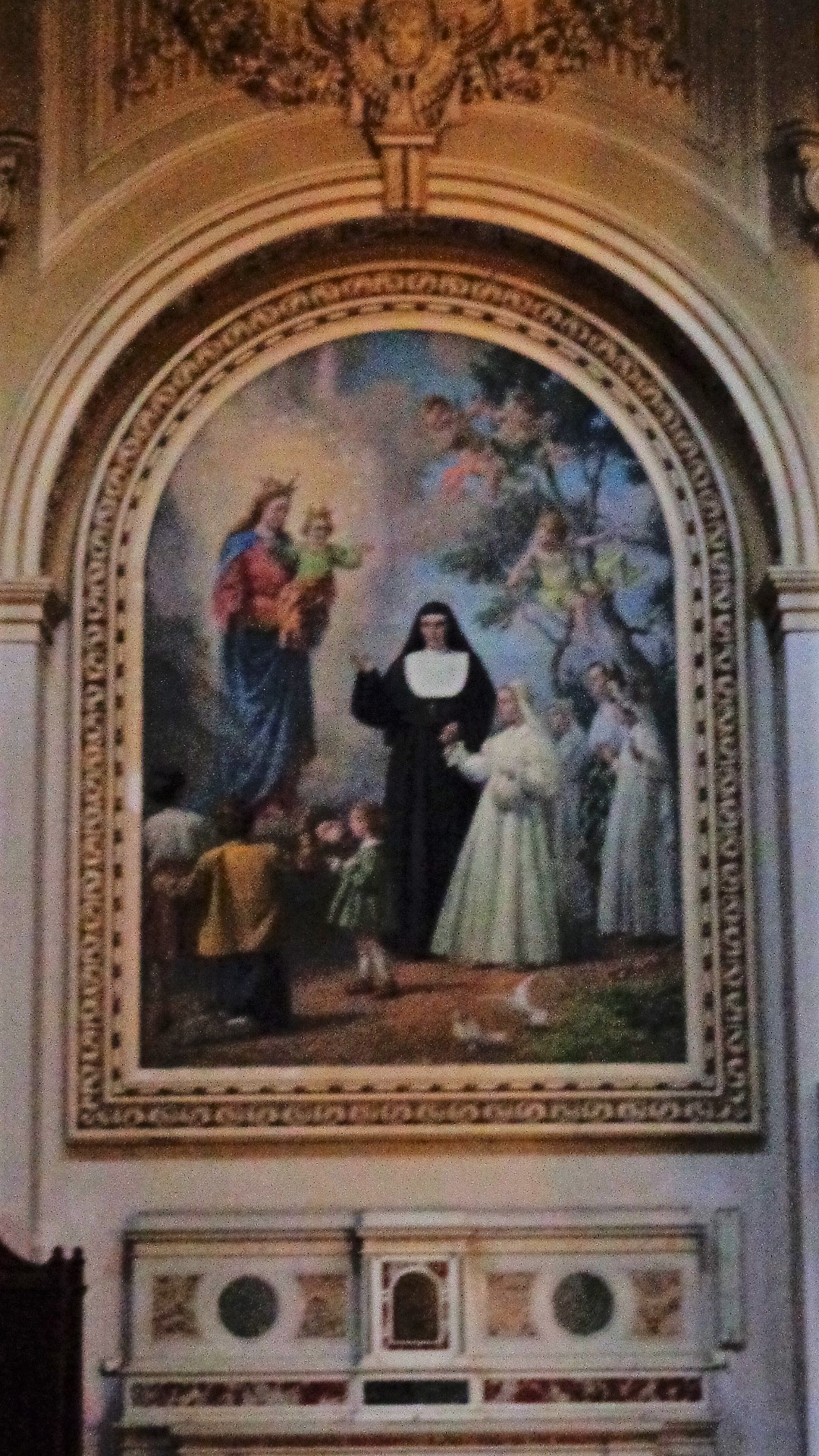
Santa Maria Domenica Mazzarello, concattedrale del Santissimo Salvatore di Messina.

Paolo Giovanni Crida (Graglia, 30 novembre 1886 – Biella, 15 maggio 1967) è stato un pittore italiano.

## Biografia
In giovane età perfezionò la sua inclinazione pittorica frequentando i sei anni dell'Accademia Albertina a Torino, sotto la presidenza di Crescentino Caselli, ultimatore della Mole Antonelliana.
All'inizio degli anni trenta, dopo la canonizzazione di Don Bosco e di Maria Domenica Mazzarello, vinse il concorso salesiano quale pittore ufficiale di Don Bosco e fu incaricato di eseguirne i ritratti.
Da allora sino alla sua morte, tutte le opere nelle strutture salesiane nel mondo sono unicamente di sua mano: per tale motivo è noto come il "pittore di Don Bosco".
Particolarmente importante per la sua ampiezza è il ciclo nel Santuario di Maria Ausiliatrice di Torino, prima sede della Casa Madre Salesiana.
Lavorò anche per altri ordini religiosi o singole parrocchie: particolarmente noti sono gli affreschi nella chiesa di San Siro a Nizza Monferrato, nella chiesa del Santissimo Salvatore di Messina e nella chiesa di Avigliana ove dipinse una tela raffigurante il Beato Umberto di Savoia.
Numerosi sono i ritratti di privati fra i quali i più noti sono quelli di Umberto di Savoia (1931), dell'allora ministro Rossoni (1934), papa Pio XII (1941, Basilica di Superga), Benito Mussolini (1942).
Amando la sua terra d'origine, Graglia vi ritornò nel 1942 in seguito al bombardamento dell'abitazione e dello studio a Torino, situato nel palazzo dei Marchesi Casana in Via Montebello, accanto alla Mole Antonelliana.
Dipinse per personale diletto alcune nature morte e molti paesaggi alpestri tipici della Valle Elvo, ove è situata Graglia.
Alcuni suoi dipinti come Natura morta con fiori e frutta del 1935 e Fuga in Egitto del 1948 sono inserite in alcuni cataloghi.
Nel 1930 fu invitato dall'allora principe Umberto nel palazzo di Torino come rappresentante dei pittori piemontesi. Il principe successivamente si recò nello studio di Crida e commissionandogli un ritratto da inviare ad Alessandria d'Egitto per la Casa degli italiani. 
Negli anni '50 è chiamato ad abbellire la ricostruita chiesa parrocchiale di San Nicola a Orsogna  (Chieti), gravemente danneggiata durante la guerra,con un ciclo di tele per gli altari laterali. 
Nel 1960 nella chiesa di San Benedetto ai Salesiani a Ferrara è stato consacrato l'altare dedicato a san Giovanni Bosco, con una delle ultime opere di Crida, una tela raffigurante San Giovanni Bosco con i fanciulli in preghiera dinanzi alla Madonna. Nel 2007 un incendio danneggiò gravemente l'opera che tuttavia venne in seguito restaurata.
L'ultimo erede diretto del pittore, la nipote Annalisa Bertero, conserva un elenco ampio, seppur incompleto, delle opere, molte bozze di ritratti e di quadri nonché molti fogli di traccia degli affreschi murali.

Copertina del libro dedicato a Paolo Giovanni Crida

A cura del Comune di Graglia e dell'Amministrazione del Santuario è stata realizzata nel Santuario di Graglia un'ampia area museale dedicata al Pittore, contenente un'ampia varietà di opere concesse in comodato gratuito dagli eredi dello stesso.
Altre opere sono state concesse, sempre in comodato gratuito, al Comune di Graglia ed esposte nella sala consiliare.
Contemporaneamente alla realizzazione dell'area museale è stato edito il catalogo delle opere ed una sintesi della documentazione storica sulla vita del pittore.

## Opere

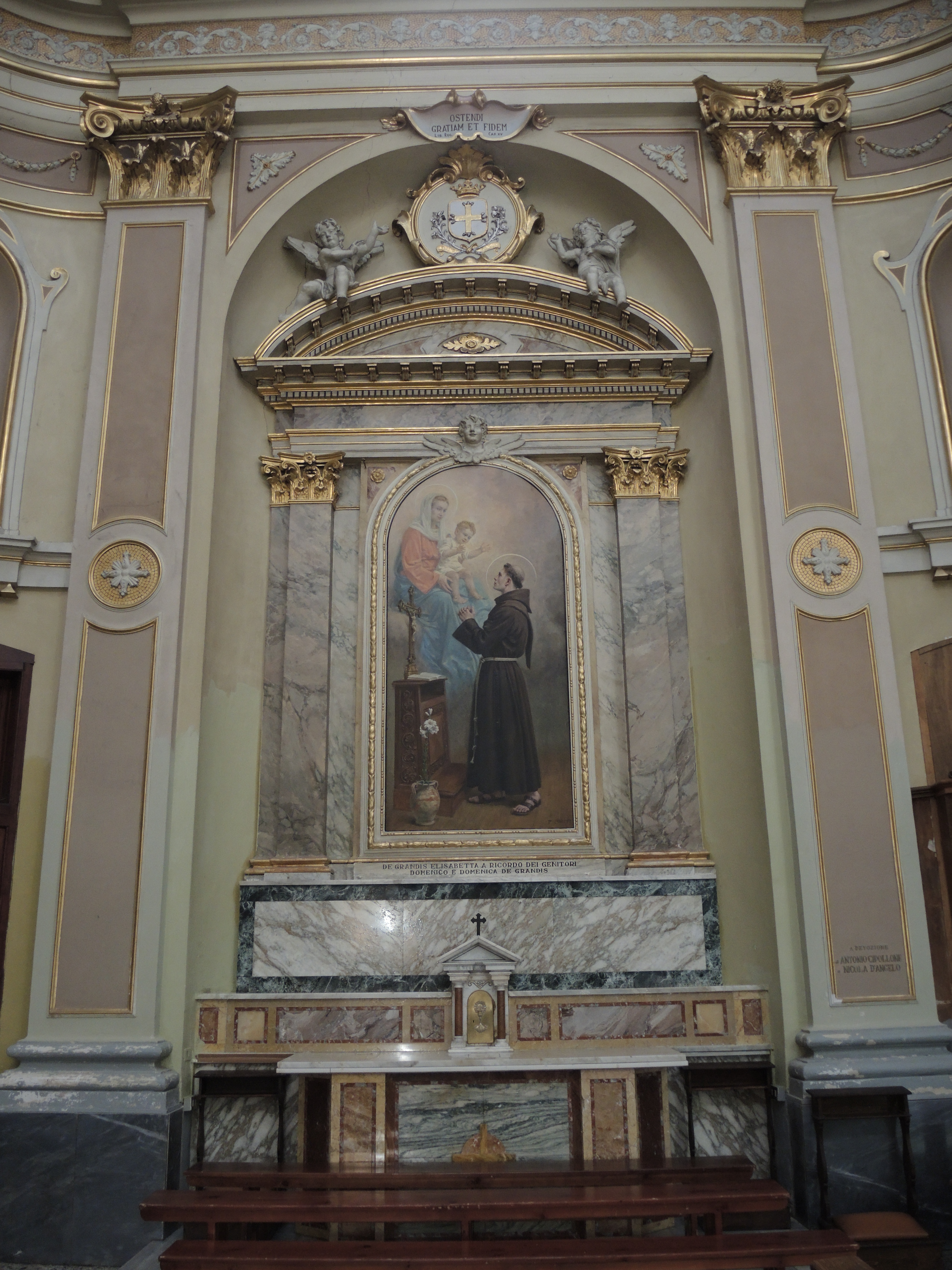
"Visione di Sant'Antonio di Padova della Madonna col Bambino", nella chiesa di San Nicola, Orsogna (Ch), 1959

- Santa Maria Domenica Mazzarello (1952), opera custodita nella basilica concattedrale del Santissimo Salvatore di Messina.
- Ciclo di dipinti nella chiesa parrocchiale di San Nicola, Orsogna (Chieti): Sant'Antonio di Padova in estasi - San Giuseppe con Gesù Bambino - Sacro Cuore di Gesù in piazza San Pietro in Vaticano, firmato e datate 1959